# Llibre de Jeremies
El llibre de Jeremies és el segon llibre profètic de la Bíblia. Forma part de l'Antic Testament i del Tanakh jueu i és considerat, junt amb Isaïes, Ezequiel i Daniel, un dels quatre Profetes Majors.
El missatge principal de Jeremies és simple: ja és massa tard per evitar la disciplina de Déu, de manera que accepteu-la i alluneu-vos dels vostres pecats. Malgrat tot, després d'un període de càstig, Déu restaurarà a Judà.
Jeremies amb freqüència usa accions figuratives per comunicar el seu missatge, com trencar una gerra de fang per mostrar com Déu destruirà a Jerusalem.

## Autor
El mateix llibre de Jeremies esmenta en el capítol 36, a on es diu que el profeta Jeremies va rebre l'ordre d'escriure en un rotlle tots els oracles pronunciats sobre Israel, Judà i els altres pobles.
La segona secció (capítols 26-45), és atribuïda sovint a la mà de Baruc. Baruc diu: “Ell em dictava de la seva boca aquestes paraules, i jo escrivia amb tinta en el llibre” (Jer. 36:18).
La col·lecció d'oracles contra les nacions (capítols 46-51) és posterior a Jeremies. En conclusió el llibre va ser escrit en el seu inici per Jeremies però posteriorment va rebre afegits de diferents autors.

## Data
És evident que els primers oracles foren escrits aproximadament en el quart any de Joacim (604 aC.). Atès que el llibre fou interpolat i ampliat és difícil determinar quan fou acabada la seva composició. R. K. Harrison col·loca la redacció final en el regnat de Sedequies.

## Contingut

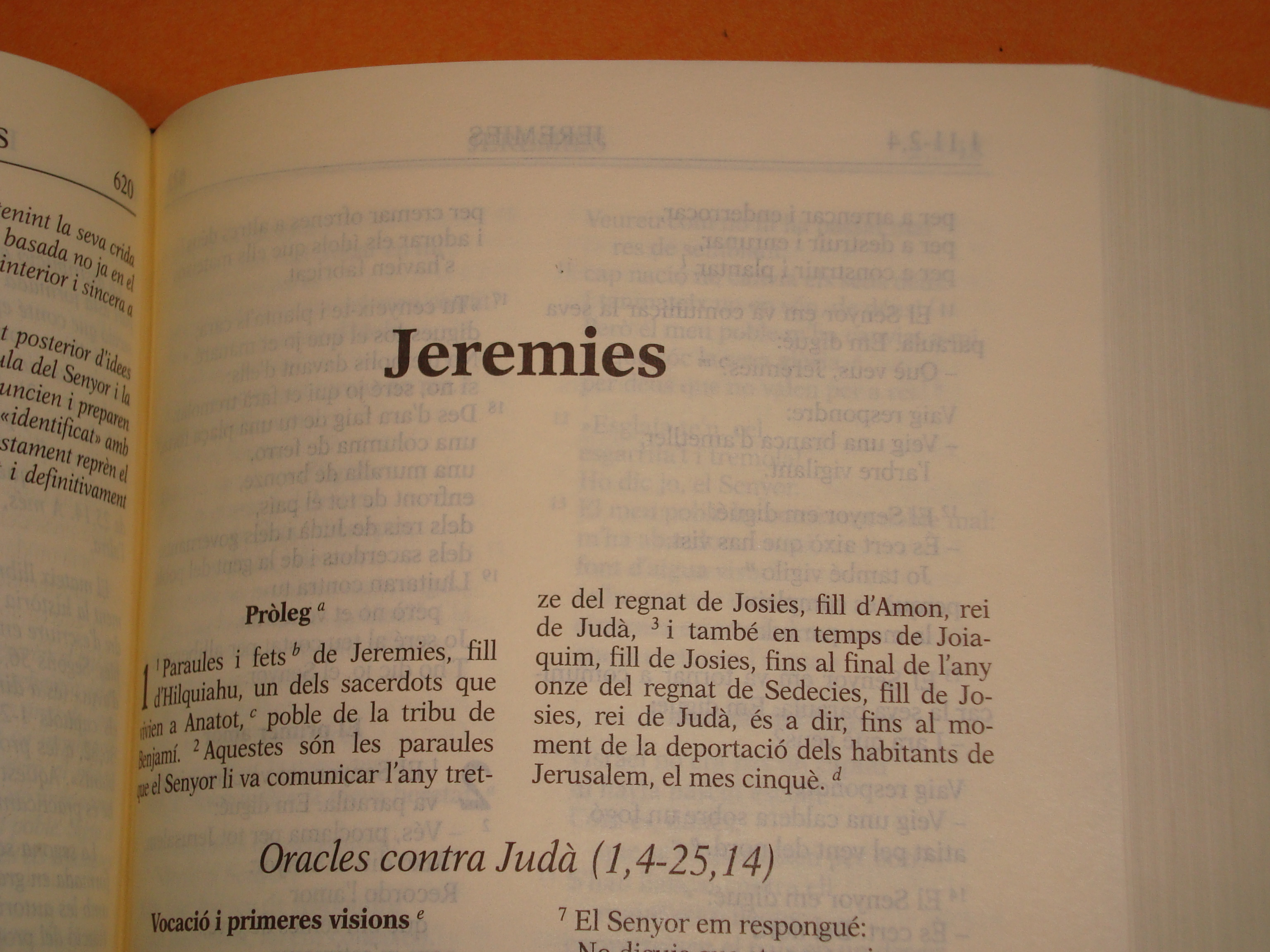
Llibre de Jeremies

En el llibre es succeïxen les narracions i els oracles profètics. Molts d'ells són autobiogràfics i estan explicats pel mateix profeta en primera persona. S'ordenen de la següent manera:
1. Introducció: narra la vocació i el plantejament de la missió del profeta
2. Amenaces profètiques contra Judà
3. Profecies i discursos per Judà, mesclats amb narracions i fragments en primera persona
4. Profecies messiàniques (capítols 30-33)
5. Autobiografia de Jeremies
6. Oracles contra els estrangers (capitols46-51) i
7. Apèndix històric

## Crítica textual
El més difícil de comprendre en el Llibre de Jeremies és la diferència que existeix entre l'original hebreu i el text grec. Per raons inexplicables, els LXX col·loquen la secció 6 a continuació de 25:13, i tota en diferent ordre. El text grec és més breu (almenys en una vuitena part) i que en nombroses vegades omet versicles complets o parts d'ells. A vegades es salta grups de diversos versicles.
S'ha intentat explicar aquests misteris per mitjà d'una suposada "negligència" dels traductors. La teoria més raonable és que els escribes només disposaven d'originals hebreus fragmentaris.
El llibre no ha estat escrit per una sola mà ni de manera seguida: presenta interpolacions, repeticions, complements i sobrecàrregues de textos que demostren que ha estat confiat a una comunitat que no dubtar, anys després, en agregar, canviar o comentar el text, convertint l'obra d'un sol home en patrimoni tradicional de tot el poble.
El desordre en Jeremies, és enorme: respon a una extraordinària mescla de biografies, autobiografia, oracles, múltiples gèneres literaris diferents i estils molt diversos. Finalment, pateix d'una profunda falta de continuïtat en la cronologia.

## Influència posterior
El llibre de Jeremies ha exercit una notable influència en el desenvolupament posterior del messianisme. El seu missatge va influir en molts dels elements fonamentals del Nou Testament. I el cristianisme reprèn el tema de la nova aliança anunciada per Jeremies, i la veu totalment complida en la persona de Jesús de Natzaret.

## Versions de Qumran
Parts del Llibre de Jeremies, s'han trobat entre els Manuscrits de la mar Morta a la cova 4 a Qumran. De les dues versions que s'han trobat, una és molt semblant al llibre bíblic, però l'altre diferix en longitud i ordre: és quasi un 15% més breu que la versió moderna i l'ordre dels esdeveniments és diferent.